# Развигор
Развигор (лат. Aricia agestis) лептир је из породице плаваца (лат. Lycaenidae). Наранџасти појас дуж руба крила изражен је са обе стране оба крила. Среће се на ливадама, претежно у нижим пределима. Најчешћа је врста из рода, насељава читаву Европу.

## Животни циклус и биљке хранитељке
Helianthemum nummularium је основна биљка хранитељка на кварцним земљиштима. На другим стаништима Geranium molle и Erodium cicutarium се користе најчешће, док су евентуално могуће и врсте рода Geranium. Јаја се полажу појединачно на доњу страну лишћа. Типичне гусенице су зелене са бледом линијом уз сваку страну. Оне хибернирају као потпуно одрасле гусенице током зиме и прелазе у следећи стадијум на пролеће.

## Сезона лета
Развигор је биволтна или триволтна врста. У зависности од надморске висине и типа станишта лети од априла до октобра.

## Распрострањеност и станиште
Насељава велики део Палеоарктика од данског полуострва Јутланд на северу до Сибира и Тјен Шана на истоку. Има га и у Србији.
Насељава сува, травната, цветна поља са различитим климатским условима.

## Галерија
- Развигор, дорзално
- Развигор, вентрално
- Aricia agestis